# Лумба
Лумба — железнодорожная станция (населённый пункт) в Вологодском районе Вологодской области.
Входит в состав Старосельского сельского поселения (с 1 января 2006 года по 8 апреля 2009 года входила в Кипеловское сельское поселение), с точки зрения административно-территориального деления — в Кипеловский сельсовет.
Расстояние до районного центра Вологды по автодороге — 62 км, до центра муниципального образования Стризнево по прямой — 7 км. Ближайшие населённые пункты — Шоломово, Семигорье, Стралево.
По переписи 2002 года население — 3 человека.

## История
Название получил по реке, именовавшейся в древности Лумбуй или Лумбой (ХИВГ, 40). Гидроним Лумбой – финно-угорского происхождения: формант восходит к саам, бой – 'небольшая речка, ручей' (Матвеев 1969). Происхождение основы неясно: если от вепс, lumi – 'снег' (СВЯ, 302), то Лумбой – снежная река. В XIX в. река называлась Лумбовец (ВГВ, 1839, № 32). Изменение Лумбой (Лумбуй) > Лумба развивается в народной речи в национальный период.